# Naar de klote!
Pour plus de détails, voir Fiche technique et Distribution.
Naar de klote! est un film dramatique néerlandais sorti en 1996, réalisé par Ian Kerkhof, réalisateur d'origine sud-africaine. Il est considéré comme le premier film prenant pour objet la scène dance néerlandaise.
Le film est sorti au sommet de la première vague gabber, et alors que l'usage récréatif de l'ecstasy connaît son apogée parmi les jeunes Néerlandais.

## Synopsis
Un couple de jeunes néerlandais quitte leur province natale pour gagner la grande ville, Amsterdam, et entre en contact avec le milieu de la house, de la trance et de la hardcore house. Ils y découvrent en particulier l'usage des drogues. Le jeune homme passe son temps à fumer pendant que sa copine tente de leur fournir des comprimés d'ecstasy. Les deux jeunes finissent par se perdre dans la toxicomanie.

## Critique
Le réalisateur expose le plan de son film de la manière suivante : « Chaque partie du film est une drogue différente. […] Chaque partie te dit visuellement dans les couleurs et le style de montage ce que chaque drogue produit. Il y a une partie "speed", une partie "ecstasy", "poppers", et "DMT". Ce scénario sous-jacent, c'est la vraie histoire du film mais aucun journaliste ne l’a découverte jusqu’à maintenant. » Le film connaît un certain succès critique, et est diffusé au Royaume-Uni, en Allemagne, au Japon et en Russie.

## Données techniques

### Production
- Réalisateur : Ian Kerkhof
- Scénaristes : Ton van der Lee (nl), Ian Kerkhof
- Producteurs : Bob Hubar (nl), Ton van der Lee
- Distributeur : Sahara films
- Musique : Otto van der Toorn

### Données
- Langues : néerlandais, anglais
- Budget : 1 800 000 ƒ

### Distribution
- Tygo Gernandt - Martijn
- Thom Hoffman - DJ Cowboy
- Hugo Metsers III (nl) - JP
- Fem van der Elzen - Jaqueline
- Mike Libanon - Winston
- Jorinde Moll (nl) - Yoyo
- Jimmy Gulzar - Fundi
- Afke Reijenga - DD
- Catalijn Willemsen - Els

## Autour du film

### Titre
Le titre du film provient d'un titre fondateur du mouvement gabber, Alles naar de klote, du groupe rotterdamois Euromasters.
Le film est également sorti en Allemagne et au Royaume-Uni sous le titre alternatif Wasted! ; les deux titres se traduisent approximativement en français « bousillé ».

### Bande originale
Le succès du film passe également par sa bande originale. Celle-ci sort en album CD, et comporte des titres des groupes phares du happy hardcore, comme Party Animals, Flamman & Abraxas ou encore l'Allemand Alec Empire.